# Botryobasidium lembosporum
Botryobasidium lembosporum ist eine Ständerpilzart aus der Familie der Traubenbasidienverwandten (Botryobasidiaceae). Sie bildet resupinate, spinnwebartige Fruchtkörper aus, die meist auf Bedecktsamern wachsen. Das Verbreitungsgebiet von Botryobasidium lembosporum umfasst ein neotropisches Areal. Eine Anamorphe der Art ist unter dem Namen Haplotrichum tomentosum bekannt.

## Merkmale

### Makroskopische Merkmale
Botryobasidium lembosporum besitzt weiße, gespinstartige und dünne Fruchtkörper, die resupinat (also vollständig anliegend) auf ihrem Substrat wachsen und unter der Lupe leicht netzartig erscheinen.

### Mikroskopische Merkmale
Wie bei allen Traubenbasidien ist die Hyphenstruktur von Botryobasidium lembosporum monomitisch, besteht also ausschließlich aus generativen Hyphen, die sich rechtwinklig verzweigen. Die Basalhyphen sind meist 6–10 µm breit, hyalin, dickwandig und nicht inkrustiert. Die 4–7 µm dicken Subhymenialhyphen sind hyalin und dünnwandig. Die Art verfügt wie fast alle Traubenbasidien nicht über Zystiden oder Schnallen. Die sechs- bis achtsporigen Basidien der Art wachsen in Nestern, werden 9–12 × 7–9 µm groß und kurzzylindrisch. Die Sporen sind schmal schiffchenartig geformt, 7,5–10 × 4–6 µm groß, hyalin, glatt und dünnwandig.

## Verbreitung
Das bekannte Verbreitungsgebiet von Botryobasidium lembosporum umfasst die Topen der neuen Welt von Argentinien bis nach Kuba.

## Ökologie
Botryobasidium lembosporum ist ein Saprobiont, der auf Holz und Rinde von Bedecktsamern, seltener Koniferen, wächst. Bekannte Substrate sind unter anderem Bambusa vulgaris oder auch Kiefern (Pinus spp.).